# Schaliegas

Kaart met gebieden waar schaliegas mogelijk gewonnen kan worden.
(Bron: United States Department of Energy)

Schaliegas is aardgas dat wordt gewonnen uit schalie. Om dit gesteente te bereiken worden boringen uitgevoerd die horizontaal worden voortgezet, zodra de steenlaag bereikt is.
Aangezien boringen niet voldoende zijn om het gas te doen vrijkomen, dient de boorput te worden gestimuleerd. Dit gebeurt door middel van een techniek die hydraulisch fractureren, fracking of kraken genoemd wordt. Hierbij worden onder hoge druk grote hoeveelheden water, zand en chemicaliën ingespoten. Door de grote druk breekt het gesteente. De ontstane scheurtjes worden open gehouden door het ingespoten zand. Deze mix van water en chemicaliën wordt dan weer opgepompt. Dit productiewater (produced water) neemt zware metalen en van nature radioactieve elementen uit de ondergrond op. Dit moet als chemisch afval worden verwerkt. Een gedeelte van de gebruikte chemicaliën en vloeistoffen blijft echter in het gesteente achter.
De methode van hydraulisch fractureren wordt pas sinds het einde van de 20e eeuw op grote schaal gebruikt. De commerciële winning van schaliegas is dan ook een vrij jong fenomeen. De exploitatie van schaliegas zal de energiemarkten beïnvloeden. De International Energy Agency voorspelt dat de Verenigde Staten tegen 2035 een netto-uitvoerder in plaats van een invoerder van gas zullen zijn door de winning van schaliegas. De olie- en gasindustrie wijst op de hoge winstverwachtingen en successen, terwijl de tegenstanders blijven wijzen op de gevaren.

## Omvang van de reserves
In de Verenigde Staten bestond in 2011 34% van de gaswinning uit schaliegas. Naar verwachting zal dit percentage in 2040 tot 50% zijn gestegen. Ook in Europa wordt onderzoek gedaan naar mogelijke wingebieden. In veel gevallen zijn reserves van nieuw ontdekte velden winbaar schaliegas door de industrie stelselmatig te hoog ingeschat. In de Verenigde Staten is de voorraad door de United States Geological Survey zelfs met 80% naar beneden bijgesteld. Ook in Polen, waar de grootste Europese velden werden verwacht, hebben de meeste ondernemingen zich teruggetrokken nadat boringen niet rendabel bleken.
Voor Nederland heeft een aantal ondernemingen toestemming gekregen proefboringen uit te voeren naar de winbaarheid van schaliegas. Onder meer in Boxtel en Haaren is men van plan om proefboringen te gaan verrichten. De proefboringen kosten naar schatting tussen de 10 en 20 miljoen euro per boring en de totale duur van de boringen is ongeveer 4 jaar. Bij bewezen reserves kan in 10 jaar tijd de productie starten.
Winning van schaliegas vanuit het ondergrondse horizontale boorgat kan tot ongeveer honderd meter vanaf het boorgat. In het eerste jaar van de productie wordt 50 tot 60% van het winbare schaliegas gewonnen. Na gemiddeld vier jaar stopt de winning. Bij conventionele gaswinning wordt 70% van het gas uit de grond gehaald, terwijl dit bij schaliegas slechts 10% is. Het is dus twijfelachtig of de hoge verwachtingen die worden gewekt over de omvang van de schaliegasrevolutie kunnen worden waargemaakt.

## Milieu

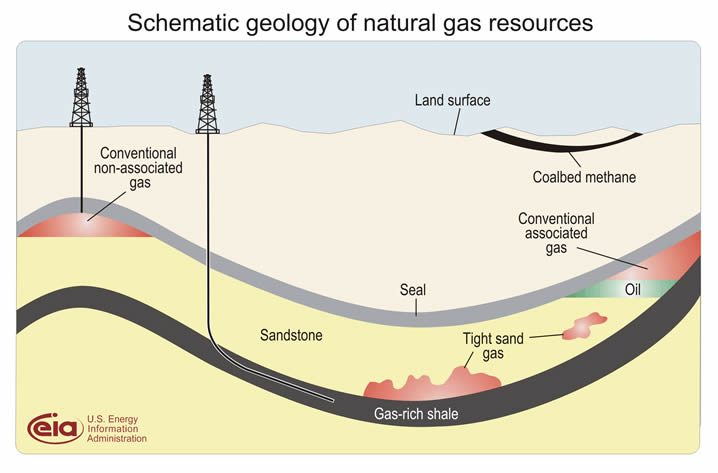
Illustratie met verschil tussen olie-exploitatie uit conventionele bronnen en schalie.

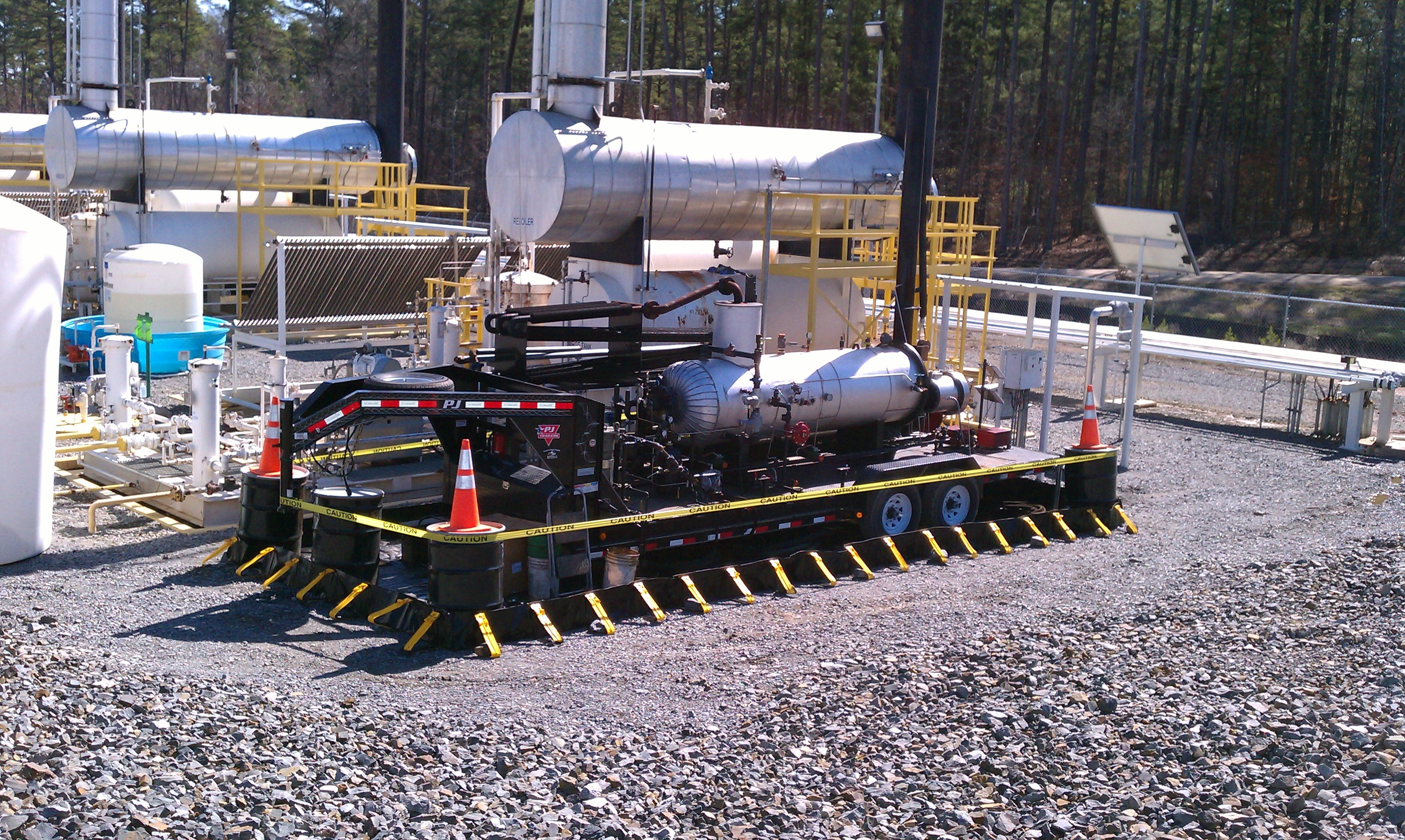
Omdat bij schaliegaswinning vele giftige stoffen worden geïnjecteerd in de grond moeten extra veiligheidsmaatregelen worden genomen tegen een mogelijke overstroming. Vaak maakt men gebruik van secundaire barrières met plastics die zich binden aan olie.

De winning van schaliegas is omstreden omdat volgens het rapport Drill baby drill van David Hughes tijdens het winningsproces methaan vrijkomt, hoewel onduidelijk is hoeveel. Methaan is een broeikasgas dat 25 maal zo effectief is als koolstofdioxide, maar met een veel kortere levensduur in de atmosfeer. Inmiddels is ook gebleken dat er tijdens transport methaanlekkage optreedt bij verbuizingen et cetera.
De manier van het onttrekken van gas aan vast gesteente bij schaliegaswinning is omstreden. Uit verschillende onderzoeken blijkt dat de manier van winning en de daarbij gebruikte chemicaliën gevolgen kunnen hebben voor het milieu. Vitens waarschuwt voor de mogelijke gevolgen voor de drinkwatervoorziening. Onderzoeksinstituut TNO noemt de conclusies van Vitens overdreven, omdat ze geheel vertrouwen op de olie-industrie: "Maar we denken echter dat de olie- en gasindustrie al zoveel ervaring ermee heeft dat we al weten hoe we dat zorgvuldig kunnen doen."
De ecologische voetafdruk van schaliegasconsumptie is nog niet goed bekend, met als gevolg dat zowel onder onderzoekers als belangengroepen controverse bestaat over de schadelijkheid voor het milieu. Tegenstanders van schaliegas wijzen er op dat de winning zal zorgen voor een verdere stagnatie van de ontwikkeling van schone en nieuwe energiebronnen. Ook is er het gevaar van lucht- en grondwatervervuiling Sommige partijen beargumenteren dat de voetafdruk van schaliegas significant kleiner is dan die van steenkool. Er zijn echter andere onderzoekers die dit in twijfel trekken. De winning vergt hoge druk, waterpompen, chemicaliën en speciaal zand, die moeten allemaal worden gemaakt en dat kost energie. Voor winning van schaliegas is meer energie nodig dan voor winning van het conventionele aardgas.
In Europa is er bezorgdheid over de exploratie en winning van schaliegas. Het Franse parlement sprak een totaalverbod uit op hydraulisch fractureren: 72% van de Fransen zou nog verder willen gaan en is voor een totaalverbod op het winnen van schaliegas. Ook in Bulgarije is een verbod uitgevaardigd. In juni 2011 verscheen een rapport van het Directoraat Generaal van Interne Zaken van het Europees Parlement getiteld: "De impact van schaliegas en schalieolie winning op het milieu en de menselijke gezondheid" dat ingaat op de gevaren die gepaard gaan met schaliegaswinning.
In september 2012 hebben de Energiecommissie en de Milieucommissie van het Europees Parlement in niet-bindende resoluties uitgesproken dat EU-landen die bezig zijn schaliegas en -olie te exploreren, dit dienen te bewaken met “robuuste regulering”, en met die exploratie “voorzichtig” zouden moeten zijn in afwachting van een nu lopende “grondige analyse” van bestaande EU-regels betreffende onconventionele winning van fossiele brandstoffen.
Ook in de Verenigde Staten komt er meer informatie in de openbaarheid. Het Witte Huis heeft in 2011 onderzoeksresultaten gepubliceerd met een lange lijst van door de olie- en gasindustrie gebruikte chemicaliën. De commissie spreekt hierin haar verbijstering uit dat de bedrijven die fractureren toepassen, bewust of onbewust niet op de hoogte zijn van de chemische samenstelling van de vloeistoffen die worden gebruikt bij het winningsproces.
Bij de verwerking van de stoffen die worden gebruikt in het winproces van schaliegas, moet worden voldaan aan de richtlijnen uit REACH voor downstream gebruikers. Een andere relevante Europese richtlijn is de "EU Water Framework Directive". Deze richtlijn gaat in op de kwaliteit van het oppervlakte- en bodemwater en expliciet op het winnen van koolwaterstoffen en de toestemming die lidstaten daarvoor kunnen geven. In artikel 3j van de richtlijn, pagina 14 (Engelse editie) worden de Lidstaten verboden giftige middelen in het grondwater te brengen, behoudens een aantal voorwaarden. In feite wordt fracking daar toegestaan, onder voorwaarden. Die voorwaarden kunnen worden gebruikt om fractureren te stoppen.
Door het Amerikaanse instituut EPA in 2004 uitgevoerd onderzoek naar waterkwaliteit gaf als conclusie: After reviewing all the available data and incident reports, EPA sees no conclusive evidence that water quality degradation in USDWs is a direct result of injection of hydraulic fracturing fluids into coalbed methane wells and subsequent underground movement of these fluids.
Ondanks deze studie, publiceerde de New York Times geheime stukken van het EPA. Hierin is in ieder geval één duidelijk geval gedocumenteerd van vervuiling gerelateerd aan fractureren. Dit geval was al in 1987 bekend, maar was niet eerder openbaar gemaakt.
De technologie van fractureren wordt in de Verenigde Staten al langer toegepast. Bij metingen werd tussen 1980 en 1992 een toename gemeten van vervuilende stoffen in grondwater in agrarische gebieden, bij parken en waterbronnen.

## Situatie in Nederland en België

### Nederland
Er wordt in Nederland nog geen schaliegas gewonnen. Wel wordt in opdracht van de regering onderzoek gedaan naar de mogelijkheden door het ingenieurs- en adviesbureau Witteveen+Bos, die als onderaannemers de bedrijven ARCADIS en Fugro inzet. Gedurende de loop van dit onderzoek zullen er geen proefboringen naar schalie- of steenkoolgas plaatsvinden en geen opsporingsvergunningen voor schalie- of steenkoolgas verleend worden.
BoxtelDe ruimtelijke onderbouwing voor een proefboring bij Boxtel is te vinden in de vergunningaanvraag die door het bedrijf Brabant Resources is ingediend. In dat document wordt onder meer ook de methode uitgelegd waarmee schaliegas kan worden gewonnen. Door fracties uit de gemeenteraad van Boxtel zijn daarover eind 2010 aan het college van burgemeester en wethouders vragen gesteld. Met name werd gevraagd naar een overzicht van de te gebruiken stoffen. Het college gaf in haar reactie aan dat voor proefboringen geen milieuvergunningen vereist zijn. De rechter heeft de verleende vergunning voor proefboringen echter in oktober 2011 vernietigd. Op 5 maart 2012 werd in de Boxtelse raad unaniem een motie aangenomen die Boxtel uitroept tot 'schaliegasvrije gemeente'.
HaarenTot op heden is er geen aanvraag voor een bouwvergunning, teneinde de installaties te kunnen oprichten die voor een proefboring gebruikt zullen gaan worden, ingediend bij de gemeente Haaren. In een presentatie op 3 september 2011 heeft Cuadrilla aangekondigd zulks in oktober 2011 te doen om in maart 2012 te kunnen beginnen met een proefboring. Aan het college van Haaren zijn schriftelijk vragen gesteld die betrekking hebben op de voorgenomen proefboring aldaar. Op 18 januari 2011 was er een voorlichtingsavond.
OverigMedio 2011 werd bekend dat er ook in Tholen, Weert, Nederweert, Breda en De Kempen potentiële wingebieden liggen. Er zijn twee opsporingsvergunningen voor schaliegas verleend: één in Noord-Brabant en één in de Noordoostpolder. In 2010 heeft de rijksoverheid een opsporingsvergunning verleend aan Cuadrilla voor het opsporen van koolwaterstoffen in de Noordoostpolder. Hierbij heeft Cuadrilla tot doel om gas in schalies op te sporen. Zoals hierboven aangegeven, worden geen boringen geplaatst voordat het onafhankelijk onderzoek is afgerond en de benodigde vergunningen door de vergunninghouder zijn verkregen. Cuadrilla voert wel verkennende veldstudies uit om te onderzoeken waar zich gunstige locaties bevinden om in de toekomst mogelijk te gaan boren. Op 18 september 2013 maakte Minister Henk Kamp bekend dat de regering voorlopig afziet van proefboringen.

### België
België beschikt over schaliegasvoorraden rond het oude steenkoolbekken: de Kempen en Luik. Begin 2013 raakte bekend dat Arcelor Mittal de operaties in Luik zou inkrimpen, en dat de Fordfabriek in Genk gesloten zou worden. Dit rakelde de discussie over schaliegas op: de ontwikkeling van het gas zou de omgeving een economische boost geven.

## Weerstand vanuit de bevolking en wetenschap

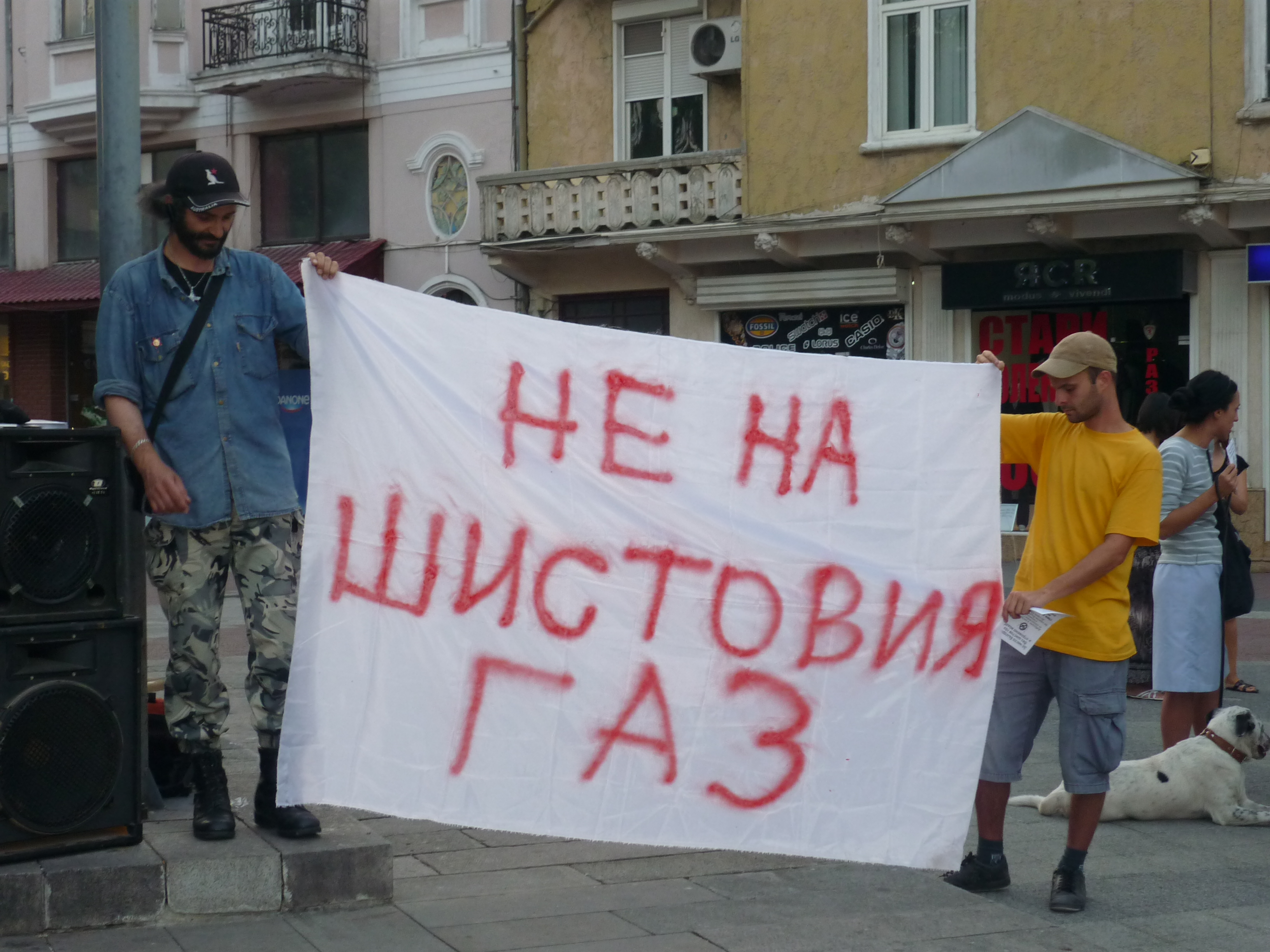
Protest tegen schaliegas in Bulgarije ("No schaliegas") in september 2011 in Plovdiv.

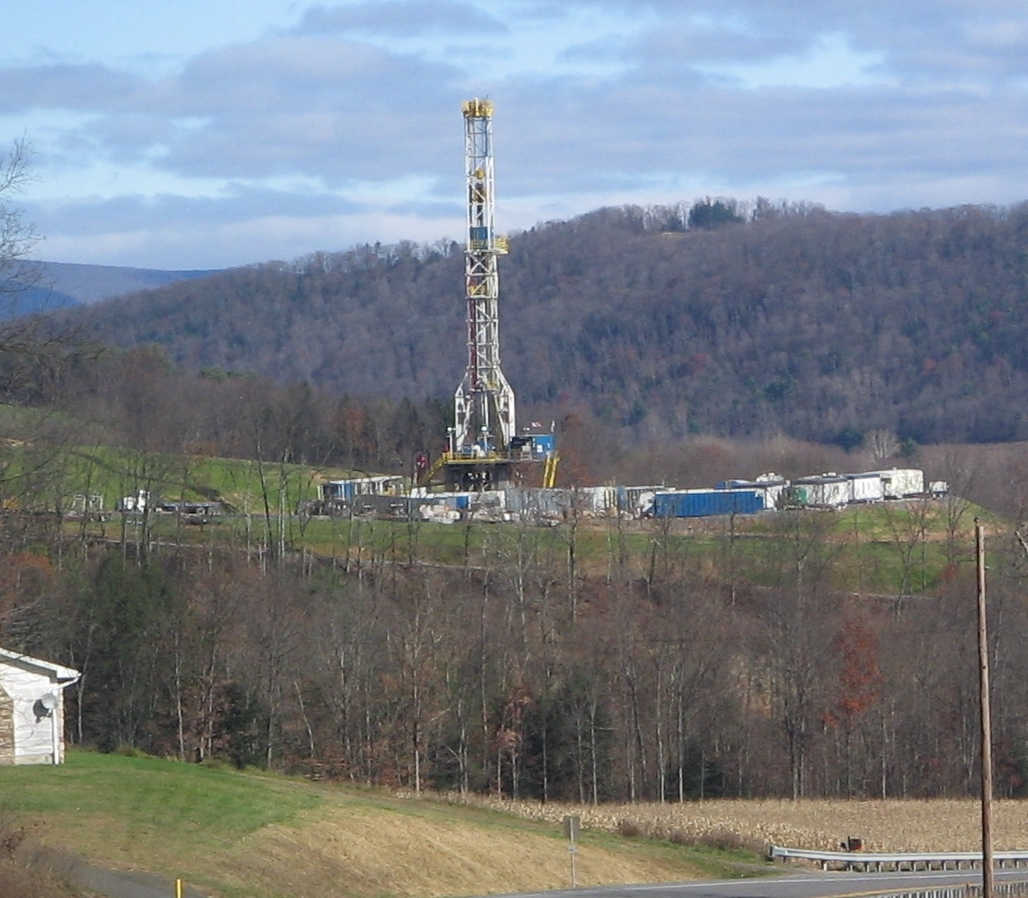
Boortoren in de Verenigde Staten. Omdat schaliegas in vergelijking met aardgas in kleine velden verdeeld is zijn in beide richtingen om de paar kilometer boorputten nodig, waarvan uiteindelijk maar een klein deel daadwerkelijk gas produceert.

Door alle berichtgeving omtrent de winning van schaliegas, is er in Europa veel onrust ontstaan bij de bevolking. Met name de ondoorzichtige en controversiële verhalen zorgen voor een toenemende mate van ergernis en onrust. In Frankrijk, Duitsland, Zuid-Afrika, Canada en Ierland zijn er burgerinitiatieven ontstaan die pleiten voor meer openheid of zelfs oproepen tot een totaal verbod.
In Nederland zijn inmiddels exploratievergunningen aangevraagd voor ongeveer een derde deel van het landoppervlak. De vergunningaanvragen betreffen delen van provincies Noord-Brabant, Zeeland, Limburg, Gelderland, Utrecht, Overijssel en Flevoland. Er is een petitie tegen de winning van schaliegas gestart. In het Noord-Brabantse Haaren is door de lokale bevolking een platform opgericht, genaamd "SchalieGASvrij Haaren". In april 2012 is een landelijke stichting opgericht met het doel het verzet tegen schaliegaswinning te bundelen, Schaliegasvrij Nederland. Tientallen hoogleraren riepen de Nederlandse regering op om geen schaliegasboringen toe te laten in Nederland, omdat de eventuele winsten volgens hen economisch en ecologisch niet zouden opwegen tegen de schade aan de waterhoudende grondlagen waarvan de Nederlandse economie deels afhankelijk is.
Voor zover bekend is nog nergens ter wereld een breed en onafhankelijk wetenschappelijk onderzoek uitgevoerd naar de kortere of lange termijn milieu-effecten van schaliegas. Het ministerie van Economische Zaken laat onder druk van de protesten een onderzoek uitvoeren naar de milieu-effecten van schaliegaswinning.
De Amerikaanse documentaire Gasland geeft een kritische benadering van het onderwerp. In de film wordt de Amerikaanse winning van schaliegas bekritiseerd.

### Voordelen
- Schaliegas is goedkoop, goed beschikbaar en sluit aan op de bestaande infrastructuur.[41]
- Doordat schaliegas in vele landen aanwezig is zijn deze landen minder afhankelijk van de energie import.[41]
- Schaliegas is minder vervuilend dan kolen (ongeveer 45% minder).[41]
- Schaliegas is flexibel inzetbaar dat wil zeggen dat gasturbines, windturbines, zonnepanelen, ... snel op te starten en af te remmen zijn.[41]

### Nadelen
- Chemicaliën die gebruikt worden bij fracking, zijn schadelijk voor landbouwgrond.[41]
- Fracking neemt groot beslag op het vaak al schaarse water.[41]
- Veel onzekerheden omtrent economische en ecologische aspecten.[41]
- Veroorzaakt kleine aardbevingen door de druk die afneemt onder het aardoppervlak.[41]
- Door de lage prijs van schaliegas vertragen de investeringen in duurzame energie.[41]